# Шекспировский Глобус
«Шекспировский Глобус» (англ. Shakespeare's Globe) — расположенная в Лондоне (район Саутуарк) копия театра «Глобус», тесно связанного с именем Уильяма Шекспира. Нынешнее здание является третьим по счету. Большое влияние на воплощение проекта оказал американский актёр Сэм Уонамейкер, в честь которого названа малая сцена «Глобуса».

## История создания
В 1970 году американский актёр и режиссёр Сэм Уонамейкер основал фонд Шекспировского Глобуса с целью собрать средства на восстановление знаменитого театра времен Уильяма Шекспира. Первоначально его идеей было построить театр непосредственно на месте, где был первый «Глобус». Однако это оказалось невозможным: частично из-за того, что точное место было неизвестно, частично по той причине, что Темза была шире во времена Шекспира и постройка на том же месте означала удаленность от набережной. В течение 17 лет фонд Шекспировского Глобуса боролся за место на Саутуаркской набережной, и только в 1986 году результат был достигнут. «Шекспировский глобус» должен был быть построен в 230 метрах от оригинального места (которое было обнаружено в 1989 году под фундаментом здания Анкор Террас во время строительства парковки).
Изначально считалось, что полностью воссоздать театр в том виде, в котором он существовал в XVI веке, не получится. Основными причинами были сложность архитектуры и требования безопасности. Но Уонамейкер держался за свой план, и в итоге проект был разработан на основе исследований историка Джона Оррелла. Сэм Уонамейкер умер в 1993 году, не дожив до инаугурации своего проекта. В честь вдохновителя современного «Глобуса» была названа малая сцена — крытый театр в якобинском стиле, построенный по образцам XVII века. «Театр Сэма Уонамейкера» служит зимней сценой, когда из-за климатических условий невозможно давать представления в открытом помещении основного театра.

## Здание
Уонамейкер делал акцент на то, что он хочет, чтобы здание выглядело как первый, времен Шекспира, театр (1599 год), а не как его последователь постройки 1614 года. Команда экспертов провела исследования, в том числе на основе сохранившихся проектов других театров того времени, после чего был предложен проект, который довольно точно воспроизводит оригинальное здание. С целью удобства в проект были добавлены некоторые детали здания 1614 года, например наружные лестницы.
По форме здание театра представляет собой двадцатиугольник. Внутри расположена вынесенная прямо в зал сцена, окружённая трёхъярусным амфитеатром. Вокруг сцены располагаются стоячие места, билеты на которые можно купить по 5 фунтов. Крыша располагается только над сценой и амфитеатром, люди, стоящие в зале, как во времена Шекспира, не защищены от погодных условий. Балдахин над сценой поддерживают 4 колонны, расположенные довольно близко к её краю.
Сейчас в комплекс Шекспировского Глобуса входят непосредственно театр, здание театра Сэма Уонамейкера и образовательный центр, выходящий не на набережную, а на параллельную улицу.

## Творческая деятельность
Театр открыл первый сезон в 1997 году постановкой «Генриха V». Художественным руководителем стал Марк Райлэнс, в 2006 году его сменил Доминик Дромгул. На протяжении восемнадцати сезонов спектакли ставились так, чтобы максимально приблизить обстановку к оригинальному Глобусу. Не использовались софиты (вечерние представления освещались с помощью внешних прожекторов), актёры играли без микрофонов или других усилителей. На спектаклях была живая музыка, исполнявшаяся на инструментах елизаветинской эпохи. Актёры могли общаться с публикой. Марк Райленс также поставил несколько спектаклей с полностью мужским составом (во времена Шекспира женские роли также исполняли мужчины). В период с 2009 по 2014 года некоторые постановки были записаны, а затем транслировались в кинотеатрах и были выпущены на DVD в рамках проекта Globe on Screen. В 2015 году появился «Глобус-плеер», сервис, с помощью которого можно получить доступ к записям Глобуса через мобильные устройства.
В 2016 году при поддержке Глобуса был осуществлен проект «Длинная прогулка» (англ. The Complete Walk), приуроченный к 400-летию со дня смерти барда. 37 фильмов по десять минут каждый транслировались на экранах, установленных вдоль набережных Темзы экранах 23 и 24 апреля. Каждый фильм представлял собой сцену из пьесы Шекспира, снятую непосредственно в месте действия (например, у могилы Джульетты в Вероне или на поле близ Азенкура) при участии ведущих британских актёров, многие из которых играли в Глобусе в этих постановках. Длина прогулки составила две с половиной мили от Вестминстерского моста до Тауэрского моста.
В январе 2016 года на пост художественного руководителя Глобуса пришла Эмма Райс. Она стала экспериментировать с театральным пространством, применяя звуковые спецэффекты и дополнительное яркое освещение. Уже в октябре 2016 года было объявлено, что Райс оставит пост в апреле 2018 года, потому что совет театра несмотря на коммерческий успех, принял решение вернуться к прошлой стратегии — постановке спектаклей как во времена Шекспира, чтобы не подрывать цель, с которой создавался театр.
В июле 2017 года было объявлено, что новым художественным руководителем станет известная актриса Мишель Терри, чей опыт в Шекспире простирается от исполнения Титании в постановке «Сна в летнюю ночь» в Глобусе до Генриха V на сцене Открытого театра в Риджентс-парке, включая в себя в том числе и режиссуру трёх фильмов «Длинной прогулки». Актриса рассказала, что сама не будет ставить на сцене Глобуса, будет стараться установить гендерный паритет в постановках (gender-blind casting) и «вернётся к основам» в том, что касается звука и света.